# Liste der Baudenkmäler in Würzburg-Steinbachtal
In der Liste der Baudenkmäler in Steinbachtal sind die Baudenkmäler im Würzburger Stadtbezirk 10 Steinbachtal aufgelistet.
Diese Liste ist eine Teilliste der Liste der Baudenkmäler in Würzburg. Grundlage der Liste ist die Bayerische Denkmalliste, die auf Basis des bayerischen Denkmalschutzgesetzes vom 1. Oktober 1973 erstmals erstellt wurde und seither durch das Bayerische Landesamt für Denkmalpflege geführt und aktualisiert wird. Die folgenden Angaben ersetzen nicht die rechtsverbindliche Auskunft der Denkmalschutzbehörde.

In dieser Kartenansicht sind Baudenkmäler ohne Koordinaten mit einem roten bzw. orangen Marker dargestellt und können in der Karte gesetzt werden. Baudenkmäler ohne Bild sind mit einem blauen bzw. roten Marker gekennzeichnet, Baudenkmäler mit Bild mit einem grünen bzw. orangen Marker.

## Baudenkmäler

### Würzburg
| Lage                                                           | Objekt                                                              | Beschreibung | Akten-Nr.       | Bild                      |
| -------------------------------------------------------------- | ------------------------------------------------------------------- | --- | --------------- | ------------------------- |
| Main, An der Löwenbrücke, Nähe Mergentheimer Straße (Standort) | Ludwigsbrücke                                                       | Fünfbogige Steinbrücke mit massiver Brüstung und jeweils einem Paar Bronzelöwen und Obelisken mit Bronzeleuchten an den Brückenköpfen, anschließende Kaimauern mit Eisengeländern, historisierend, Stadtbauräte Bernatz und Henlein nach Plänen von Lauter 1891–94, Bronzelöwen aus der Erzgießerei Ferdinand von Miller | D-6-63-000-303  | weitere Bilder            |
| Nähe Mergentheimer Straße (Standort)                           | Freitreppenanlage                                                   | Am linken Mainufer zugehörige Auffahrtsrampe mit barockisierender Freitreppenanlage, Obelisken mit Bronzeleuchten und Laufbrunnen im Grottenstil, Kalkstein und Bronze, bezeichnet „1894“ | D-6-63-000-303  | weitere Bilder            |
| Nähe Mergentheimer Straße (Standort)                           | Aborthäuschen                                                       | Eingeschossiger Walmdachbau mit Firstlaterne, Putzmauerwerk mit Kalksteinrahmungen über unverputztem Kalkstein-Hanggeschoss, am Chinoiseriestil orientierter Historismus, um 1910, Wiederaufbau nach Kriegszerstörung 1945 | D-6-63-000-303  | Aborthäuschen             |
| Johannisweg 2 (Standort)                                       | Bildstock                                                           | Mit Kreuzigung, 17./18. Jahrhundert; nicht nachqualifiziert, im Bayerischen Denkmalatlas nicht kartiert | D-6-63-000-397  | BW                        |
| Johannisweg 10 (Standort)                                      | Fragment eines Wegkreuzes                                           | Mit Tischsockel, Postament und Resten des Kreuzes, Sandstein, Rokoko, Mitte 18. Jahrhundert | D-6-63-000-396  | Fragment eines Wegkreuzes |
| Johannisweg 13 (Standort)                                      | Heiligenfigur                                                       | Geschweiftes Postament mit Madonnenfigur, Sandstein und Kalkstein, barock, 18. Jahrhundert, teilweise erneuert | D-6-63-000-315  | weitere Bilder            |
| Judenbühlweg 7 (Standort)                                      | Corpshaus Franconia                                                 | Viergeschossiger Flachdachbau mit Balkonen, Putzmauerwerk mit verklinkertem Sockelgeschoss, Neue Sachlichkeit, 1928–32 | D-6-63-000-224  | weitere Bilder            |
| Leistenstraße 1 (Standort)                                     | Mietshaus                                                           | Dreigeschossiger Walmdachbau mit übergiebelten Risaliten und Balkonen in Ecklage, Putzmauerwerk mit Putz- und Werksteingliederungen, historisierend, 1896 | D-6-63-000-290  | weitere Bilder            |
| Leistenstraße 2 (Standort)                                     | Mietshaus                                                           | Dreigeschossiger Walmdachbau mit mittlerem Konsolerker und Balkonen mit schmiedeeisernen Geländern, Putzmauerwerk mit Werksteingliederungen, Neurenaissance, 1896 | D-6-63-000-291  | weitere Bilder            |
| Leistenstraße 3 (Standort)                                     | Mietshaus                                                           | Dreigeschossiger Walmdachbau mit flachen Eckrisaliten und Balkonen, Backsteinmauerwerk mit Werksteingliederungen über Putzrustika im Erdgeschoss, Historismus, 1896 | D-6-63-000-292  | weitere Bilder            |
| Leistenstraße 4 (Standort)                                     | Mietshaus                                                           | Dreigeschossiger Walmdachbau, Eckrisalite mit Blendgiebeln und Balkonen, Putzmauerwerk mit Werksteingliederungen, historisierend, 1896 | D-6-63-000-293  | weitere Bilder            |
| Leistenstraße 5 (Standort)                                     | Mietshaus                                                           | Dreigeschossiger Mansardwalmdachbau mit seitlichem Risaliten und Balkon, Putzmauerwerk mit Werksteingliederungen über Rustikasockel, historisierend, 1899, Dachaufbau verändert | D-6-63-000-294  | weitere Bilder            |
| Leistenstraße 6 (Standort)                                     | Mietshaus                                                           | Dreigeschossiger Walmdachbau mit Zwerchblendgiebel und Eckturm mit Zwiebelhaube, Backsteinmauerwerk mit Werksteingliederung, historisierend, 1896 | D-6-63-000-295  | weitere Bilder            |
| Leistenstraße 7 (Standort)                                     | Mietshaus                                                           | Dreigeschossiger Mansardwalmdachbau mit Zwerchgiebeln und Eckerker, Putzmauerwerk mit Werksteingliederungen, historisierend, 1899 | D-6-63-000-296  | weitere Bilder            |
| Leistenstraße 8 (Standort)                                     | Mietshaus                                                           | Dreigeschossiger Mansardwalmdachbau mit flachen Eckrisaliten und Balkonen, Putzmauerwerk mit Werksteingliederungen, historisierend, 1898 | D-6-63-000-297  | weitere Bilder            |
| Leistenstraße 9 (Standort)                                     | Mietshaus                                                           | Dreigeschossiger Walmdachbau mit Pyrymidenhelm-Eckerker und Zwerchgiebeln, Putzmauerwerk mit Sandsteingliederungen, historisierend, 1899, Dachaufbau verändert | D-6-63-000-298  | weitere Bilder            |
| Leistenstraße 84 (Standort)                                    | Villa Kittel                                                        | Ehemaliges Landhaus des königlichen Hofrats und Handelskammersyndikus Josef Balduin Kittel, eingeschossiger Mansardwalmdachbau mit übergiebeltem Risalit und Veranda, barockisierender Heimatstil, Ebner & Saalfrank, 1913; Ausstattung von Heinz Schiestl | D-6-63-000-766  | BW                        |
| Leistenstraße 84 a (Standort)                                  | Gärtnerhäuschen                                                     | Eingeschossige verputzte Walmdachbauten mit unverputztem Kellerhanggeschoss | D-6-63-000-766  | weitere Bilder            |
| Leistenstraße 84 a (Standort)                                  | Chauffeurshäuschen                                                  | Eingeschossige verputzte Walmdachbauten mit unverputztem Kellerhanggeschoss | D-6-63-000-766  | Chauffeurshäuschen        |
| Leistenstraße 84 (Standort)                                    | Pavillon                                                            | Oktogonale Holzgitterarchitektur mit verschiefertem Mansardwalmdach | D-6-63-000-766  | BW                        |
| Leistenstraße 84 (Standort)                                    | Garten                                                              | mit Mauereinfriedung | D-6-63-000-766  | BW                        |
| Leutfresserweg 10 (Standort)                                   | Villa                                                               | Dreigeschossiger Flachdachbau mit umlaufendem Zinnenkranz und Eckturm mit Zinnenkranz, unverputztes Sandsteinmauerwerk mit Backsteingliederungen, romantisch gotisierende Burgenarchitektur, um 1900 | D-6-63-000-300  | weitere Bilder            |
| Leutfresserweg 83 (Standort)                                   | Park auf dem Nikolausberg, Landschaftspark                          | Ab 60er Jahren des 19. Jahrhunderts entstanden | D-6-63-000-395  | BW                        |
| Leutfresserweg 83 (Standort)                                   | Aussichtsturm Frankenwarte                                          | Schlanker überhöhter Rundturm mit weit vorkragender überdachter Aussichtsplattform und aufgesetztem Rundtürmchen mit Zeltdach sowie hoher Wetterfahne, an der Burgenromantik orientierte zwei- und eingeschossige vielgestaltige Anbauten mit unterschiedlichen Dachformen, Giebeln und Türmchen, unverputztes Kalksteinmauerwerk, Franz Osterberg, neugotisch, bezeichnet „1893/94“ | D-6-63-000-19   | weitere Bilder            |
| Mainleitenweg 16 (Standort)                                    | Bildstock                                                           | Pfeiler mit abgefasten Kanten und Reliefaufsatz Pietà, Sandstein, 17. Jahrhundert, Pfeiler erneuert | D-6-63-000-313  | BW                        |
| Mainleitenweg 48 (Standort)                                    | Heiligenfigur                                                       | Inschriftsockel mit Heiligenfigur, Sandstein, bezeichnet „1777“ und „1869“ | D-6-63-000-314  | BW                        |
| Mergentheimer Straße 6 (Standort)                              | Mietshaus                                                           | Dreigeschossiger Walmdachbau mit viertelrunden Eckbalkonen und schmiedeeisernen Geländern, Putzmauerwerk mit Werksteingliederungen, barockisierender Historismus, Andreas Pfannes, bezeichnet „1896“ Fachwerkgartenhaus | D-6-63-000-336  | weitere Bilder            |
| Mergentheimer Straße 10 (Standort)                             | Mietshaus                                                           | Dreigeschossiger Walmdachbau mit Eckrisalit sowie Balkonen mit schmiedeeisernen Geländern, Historismus, um 1890/1900 | D-6-63-000-768  | weitere Bilder            |
| Mergentheimer Straße 14 (Standort)                             | Corpshaus Moenania                                                  | Zweigeschossiger Walmdachbau mit Terrasse und Turm, Quadermauerwerk über Rustikageschoss, gotisierender Historismus, 1896, vereinfachender Wiederaufbau nach Kriegszerstörung 1946–48 | D-6-63-000-338  | weitere Bilder            |
| Mergentheimer Straße 14 (Standort)                             | Einfriedung                                                         | Zugehörige burgähnliche Mauereinfriedung mit Zinnen, Zwerggalerien und Spitzbogenportal mit Gittertor | D-6-63-000-338  | weitere Bilder            |
| Mergentheimer Straße 16 (Standort)                             | Gartenvilla                                                         | Dreigeschossiger Walmdachbau mit übergiebeltem Mittelrisalit, Backstein mit Sandsteingliederungen, Neurenaissance, 1900 Zugehöriger Garten | D-6-63-000-339  | weitere Bilder            |
| Mergentheimer Straße 26 (Standort)                             | Mietshaus                                                           | Dreigeschossiger Mansardwalmdachbau mit Eckerker und Balkonen, Backsteinmauerwerk mit Putz- und Werksteingliederungen, Historismus, um 1900 | D-6-63-000-341  | Mietshaus                 |
| Mergentheimer Straße 28 (Standort)                             | Wohnhaus                                                            | Dreigeschossiger Walmdachbau mit Zwerchblendgiebeln und Belvedere, Putzmauerwerk mit Sandsteingliederungen über Sockelgeschoss mit Kalksteinrustika, gotisierender Historismus, 1904 | D-6-63-000-342  | weitere Bilder            |
| Mergentheimer Straße 30 (Standort)                             | Zwei Büsten                                                         | Von Römern mit Lorbeerkränzen, Stein, barock, 18. Jahrhundert | D-6-63-000-343  | Zwei Büsten               |
| Mergentheimer Straße 32 (Standort)                             | Walhalla-Verbindungsheim                                            | Zweigeschossiger Walmdachbau mit Säulenveranda, Putzmauerwerk mit Werksteingliederungen, barockisierend, Paul Schultze-Naumburg, um 1910 | D-6-63-000-344  | Walhalla-Verbindungsheim  |
| Mergentheimer Straße 32 (Standort)                             | Stützmauer                                                          | Zugehörige Stützmauer mit aufsitzendem eingeschossigem Pyramidendachpavillon | D-6-63-000-344  | BW                        |
| Mergentheimer Straße 36 a (Standort)                           | Gartenvilla                                                         | Eingeschossiger verputzter Mansardwalmdachbau über rustiziertem Kellerhanggeschoss mit Freitreppe und Veranda, barockisierender Heimatstil, bezeichnet „1929“ | D-6-63-000-345  | Gartenvilla               |
| Mergentheimer Straße 40 (Standort)                             | Gartenvilla                                                         | Zweigeschossiger verputzter Massivbau, Mansarddach mit halb abgewalmten Giebeln und Zwerchhaus mit Blendgiebel, Jugendstil, 1912 | D-6-63-000-346  | Gartenvilla               |
| Mergentheimer Straße 44 (Standort)                             | Gartenvilla                                                         | Dreigeschossiger Walmdachbau mit Zwerchgiebeln, Erkern und Terrasse, Putzmauerwerk mit Sandsteingliederungen und Fachwerkelementen, historisierender Jugendstil, 1902 | D-6-63-000-347  | Gartenvilla               |
| Mergentheimer Straße 44 (Standort)                             | Einfriedung                                                         | Zugehörige Einfriedung, rustiziertes Mauerwerk mit schmiedeeisernem Gitter und integriertem Briefkasten | D-6-63-000-347  | Einfriedung               |
| Mergentheimer Straße 46 (Standort)                             | Makaren-Guestphalenheim, Gartenvilla                                | Dreigeschossiger Walmdachbau mit Annexen, Zwerchgiebeln, Loggien, Veranda und Turm mit Glockenhaube, Putzmauerwerk mit Sandsteingliederungen und Fachwerkelementen, gotisierender Historismus, um 1895 | D-6-63-000-348  | weitere Bilder            |
| Mergentheimer Straße 58 (Standort)                             | Pietà                                                               | Vermauertes Relief über Inschriftkartusche, frühbarock, Sandstein, bezeichnet „1673“ | D-6-63-000-349  | Pietà                     |
| Mergentheimer Straße 62 (Standort)                             | Bildstock                                                           | Inschriftpostament mit Pfeiler und Reliefaufsatz Pietà, Kalkstein und Sandstein, 1644, Schaft erneuert | D-6-63-000-350  | Bildstock                 |
| Mergentheimer Straße ()                                        | Bildstock                                                           | Mit heiligem Georg, 18. Jahrhundert; nicht nachqualifiziert, im Bayerischen Denkmal-Atlas nicht kartiert | D-6-63-000-354  |                           |
| Mergentheimer Straße ()                                        | Figurengruppe auf Säule                                             | Engel mit totem Christus, bezeichnet „1621“; nicht nachqualifiziert, im Bayerischen Denkmal-Atlas nicht kartiert | D-6-63-000-355  |                           |
| Mittlerer Dallenbergweg 4 (Standort)                           | Sommerhaus                                                          | Ein- bis zweigeschossiger verputzter Massivbau mit Walmdach, Zwerchhaus, turmartigem Anbau und Veranda, historisierender Heimatstil, von D. Zalmer, 1901 (bez.) und 1911, Umbauten und südwestliche Erweiterung 1929, als Spolien integriertes Rundbogenportal mit Sitzkonsolen, bez.1642, und zwei Reliefsteine; mit Ausstattung | D-6-63-000-1152 | BW                        |
| Mittlerer Dallenbergweg 4 (Standort)                           | Nebengebäude                                                        | Eingeschossiger, verputzter Massivbau mit Satteldach, Okulus-Giebelfenstern und traufseitig abgeschlepptem Eingangsvorbau, 1911 | D-6-63-000-1152 | BW                        |
| Nikolausstraße 4 (Standort)                                    | Mietshaus                                                           | Dreigeschossiger Walmdachbau, Eckerker mit Zwiebelhaube, Putzmauerwerk mit Putz- und Werksteingliederungen, historisierend, 1898 | D-6-63-000-398  | weitere Bilder            |
| Nikolausstraße 5 (Standort)                                    | Ölberg-Gruppe                                                       | Figurengruppe auf Grottenmauerwerk (Abgüsse nach Barockfiguren: Christus mit Engel, und nach spätgotischen Riemenschneider-Figuren: Drei schlafende Jünger), Steinguss und Kalksintersteine, 1907 | D-6-63-000-399  | Ölberg-Gruppe             |
| Nikolausstraße 6 (Standort)                                    | Mietshaus                                                           | Dreigeschossiger Walmdachbau, Eckrisalit mit Balkon und Krüppelwalmdachzwerchhäusern über Freigespärre, Putzmauerwerk mit Werksteingliederungen, historisierend, 1901 | D-6-63-000-400  | weitere Bilder            |
| Nikolausstraße 7 (Standort)                                    | Bildstock                                                           | Vermauerter Reliefaufsatz mit Inschriftkartusche und Maria mit Kind, Sandstein, barock, 17. Jahrhundert | D-6-63-000-401  | Bildstock                 |
| Nikolausstraße 7 (Standort)                                    | Bildstock                                                           | Säule mit Reliefaufsatz Pietà und Kreuzbekrönung, Sandstein, 1688, teilweise erneuert | D-6-63-000-402  | Bildstock                 |
| Nikolausstraße 15 b (Standort)                                 | Pietà                                                               | Freiplastisches Vesperbild in einer Grottenarchitektur, Werkstein und Kalktuffstein, 19./20. Jahrhundert | D-6-63-000-405  | Pietà                     |
| Nikolausstraße 20 (Standort)                                   | Bildstock                                                           | Vermauerter Reliefaufsatz mit Inschriftkartusche und heiligem Georg in Bogenarchitektur, Sandstein, Rokoko, Mitte 18. Jahrhundert | D-6-63-000-404  | Bildstock                 |
| Nikolausstraße 20 (Standort)                                   | Pietà-Gruppe                                                        | Auf der Substruktionsmauer, 16./17. Jahrhundert | D-6-63-000-404  | BW                        |
| Nikolausstraße 20 (Standort)                                   | Relief                                                              | Eingelassen Relief mit Zunftzeichen | D-6-63-000-404  | BW                        |
| Nikolausstraße 20 (Standort)                                   | Bildstock                                                           | Bei Substruktionsmauer, mit Flucht nach Ägypten, 17. Jahrhundert | D-6-63-000-404  | BW                        |
| Nikolausstraße 21 (Standort)                                   | Germanenheim                                                        | Langgestreckter zweigeschossiger Mansardwalmdachbau mit seitlichen eingeschossigen Walm- und Mansardwalmdachanbauten, Putzfassade mit Sandsteinrahmungen über unverputztem Kalksteinsockel, Anton Eckert, neobarock, 1928 | D-6-63-000-403  | Germanenheim              |
| Spittelbergweg 21 (Standort)                                   | Katholische Wallfahrtskirche Mariä Heimsuchung, sogenanntes Käppele | Hauptkirche, stützenloser Zentralbau auf kleeblattförmigem Grundriss mit laternenbekrönter Kuppel, Doppelturmfassade mit achtkantigen Zwiebelhauben gegenüber der Hauptapsis, die östliche Apsis zur eigentlichen Gnadenkapelle geöffnet, diese auf verzogenem oktogonalem Grundriss mit Kuppel und Dachreiter, rückwärtige eingeschossige Annexbauten für Sakristei und Votivgaben, bewegte Dachlandschaft aus ineinandergreifenden verschieferten Kuppeln und Haubendächern, Putzmauerwerk mit Sandsteingliederungen, Gnadenkapelle im Kern barock, zweite Hälfte 17. Jahrhundert, Erhöhung und Erweiterung 1778, angefügte Hauptkirche, Rokoko, Balthasar Neumann, 1747–50; mit Ausstattung | D-6-63-000-232  | weitere Bilder            |
| Spittelbergweg 21 (Standort)                                   | Kruzifix mit Mater Dolorosa                                         | Sandstein, bezeichnet „1713“ Im Garten der Kapuziner Madonna und Kreuzigung, 1884 | D-6-63-000-232  | weitere Bilder            |
| Spittelbergweg 21 (Standort)                                   | Kreuzweg                                                            | Ummauerte Anlage am Hang mit fünf Terrassen, durch mehrläufige Treppen mit Balustraden untereinander verbunden, barock, Entwurf Balthasar Neumann, ab 1761 Auf den Terrassen 14 Stationskapellen in Form von Pavillons mit Rundbogenöffnung und Zwiebelhaube, Putzmauerwerk mit Sandsteingliederungen, Rokoko, wohl nach Plänen Johann Philipp Geigels, ab 1765, eingestellte Figurengruppen, Sandstein, barock, Johann Peter Wagner, 1765–78 In Nischenwand vier Prophetenfiguren, Sandstein, historistisch, Arthur Schleglmünig, 1897 | D-6-63-000-233  | weitere Bilder            |
| Winterleitenweg ()                                             | Bildstock mit Pietà                                                 | nicht nachqualifiziert, im Bayerischen Denkmal-Atlas nicht kartiert | D-6-63-000-614  |                           |
| Winterleitenweg 13 ()                                          | Wohnhaus                                                            | eingeschossiger Mansarddachbau mit Halbwalm über auf hohem Kellersockel in Hanglage und Erdgeschosserker mit polygonal abgeschrägten Ecken, seitlich Haustreppe und Giebelgaube, an ein älteres Gartenhaus angebaut, 1925 von Georg Zapf; Brunnen mit Brunnenfigur gleichzeitig; Einfriedung gleichzeitig; im rückwärtigen Grundstück Gartenhaus, eingeschossiger Pultdachbau, um 1900 | D-6-63-000-1167 |                           |

### Steinbachtal
| Lage                                                                          | Objekt                                       | Beschreibung | Akten-Nr.       | Bild       |
| ----------------------------------------------------------------------------- | -------------------------------------------- | --- | --------------- | ---------- |
| Annaschlucht (Standort)                                                       | Park                                         | Schmale Grünanlage in enger steiler Schlucht mit Wegeführungen, Treppen, Stegen und weiteren Ausstattungselementen, 1895 | D-6-63-000-730  | BW         |
| Christoph-Mayer-Weg 2 (Standort)                                              | Sommerhaus                                   | Zweigeschossiger Flachdachbau, Putzmauerwerk, Franz Kleinsteuber für den Kunsthistoriker Fritz Knapp, Neue Sachlichkeit, 1932 | D-6-63-000-737  | Sommerhaus |
| Christoph-Mayer-Weg 8 (Standort)                                              | Sommerhaus                                   | Eingeschossiger Mansardwalmdachbau mit Veranda, Christoph Mayer, barockisierender Heimatstil, 1908 Zugehöriger Garten mit Lauben und Einfriedung | D-6-63-000-739  | BW         |
| Guggelesgraben 37 (Standort)                                                  | Max-Dauthendey-Haus                          | Villenartiges Wohnhaus in Hanglage, in Form einer Gruppe von Pavillons mit flachen Walmdächern, 1912/13 von Friedrich Saalfrank (Ebner & Saalfrank, Würzburg); nicht nachqualifiziert | D-6-63-000-751  | BW         |
| Heißbergweg (Standort)                                                        | Bildstock                                    | Gefaster Pfeiler mit Reliefaufsatz Pietà unter Draperie, seitlich heiliger Laurentius und heiliger Stephanus sowie Kreuzbekrönung, Kalkstein, spätbarock, zweite Hälfte 18. Jahrhundert | D-6-63-000-58   | BW         |
| Heißbergweg, oberhalb des Botanischen Gartens, neben dem Anwesen Behringer () | Kreuzstock mit Inschrift                     | 19./20. Jahrhundert | D-6-63-000-187  |            |
| Hinteres Steinbachtal 3 (Standort)                                            | Sommerhaus in Form einer kleinen Villa       | Zweigeschossiger Pyramiddachbau mit Sandsteingliederungen, rundem Eckturm mit welscher Haube, Ziergiebel und rundbogigem Tor mit großer Maske, historistisch in Formen der deutschen Renaissance, bezeichnet „1901“ von Arch. Hofmann, zugehörige Terrassenmauern und Treppen mit barocker Figur    | D-6-63-000-1093 | BW         |
| Hubertusschlucht; Judenbühlweg (Standort)                                     | Einbogige Bogenbrücke                        | Mit gemauerten Brüstungen, Kalkbruchstein, 17./18. Jahrhundert, Grunderneuerung bezeichnet „2012“ | D-6-63-000-225  | BW         |
| Hubertusschlucht; Judenbühlweg (Standort)                                     | Brückenzollhäuschen                          | Kleiner eingeschossiger Satteldachbau, unverputzter Kalkstein, um 1900 | D-6-63-000-225  | BW         |
| Kohlplatte (Standort)                                                         | Bildstock                                    | Inschriftsockel mit Säule und Reliefaufsatz Blutwunder von Walldürn, Kalkstein, barock, bezeichnet „1725“, Aufsatz bezeichnet „1953“ | D-6-63-000-190  | BW         |
| Mergentheimer Straße 21 (Standort)                                            | Wasserpumpwerk der Stadtwerke                | Freistehender eingeschossiger langgestreckter Satteldachbau mit Attika-Blendgiebel, Backstein mit Werksteingliederungen, 1894 | D-6-63-000-340  | BW         |
| Mergentheimer Straße 78 (Standort)                                            | Zollhaus Heidingsfeld                        | Eingeschossiger Krüppelwalmdachbau mit Drempel, Zwerchhäuser mit Freigespärren und Eckturm mit überspitztem Haubendach, Putzmauerwerk mit Sandsteinrahmungen und dominierenden Fachwerkteilen, Historismus, um 1890                                                                                 | D-6-63-000-351  | BW         |
| Oberer Dallenbergweg 5 (Standort)                                             | Sommerhaus                                   | Eingeschossiger Mansardwalmdachbau mit überkuppeltem Turm, barockisierender Heimatstil, Christoph Mayer, 1907 Zugehörige Gartenanlage mit Einfriedung, Terrasse, und verputztem Gartenhaus mit Haubendach über Stützmauer                                                                           | D-6-63-000-738  | BW         |
| Roßbergweg, Ecke zum Langen Weg ()                                            | Bildstock mit Kreuzigung                     | 1629; nicht nachqualifiziert, im Bayerischen Denkmal-Atlas nicht kartiert | D-6-63-000-477  |            |
| Roth (Standort)                                                               | Laufbrunnen                                  | Im Grottenstil, Kalktuffstein, um 1900 | D-6-63-000-478  | BW         |
| Rothäckerweg 22 (Standort)                                                    | Waldkapelle                                  | Kleiner quadratischer Satteldachbau mit fluchtendem rundem Chorschluss, Giebelreiter mit Zwiebelhaube, Putzmauerwerk unter Verwendung von Steingussfiguren, historisierend, Eduard Scheller, 1911/12; mit Ausstattung                                                                               | D-6-63-000-479  | BW         |
| Steinbachtal 43 (Standort)                                                    | Ehemaliges Pulvermagazin, seit 1908 Gasthaus | Zweigeschossiger Walmdachbau mit Loggien und Altane, verputzter Massivbau, barockisierender Heimatstil, Rudolf Hofmann, 1908, unter Verwendung von Teilen des vormaligen Pulvermagazins; | D-6-63-000-790  | BW         |
| Steinbachtal 43 a (Standort)                                                  | Ehemaliges Wachhaus des Pulvermagazins       | Zweigeschossiger Satteldachbau, 1864 | D-6-63-000-790  | BW         |
| Steinbachtal 43 (Standort)                                                    | Sogenannte Sommerhalle                       | Sommerschenke, eingeschossiger Fachwerkbau mit flachem Walmdach, im Kern ausgehendes 19. Jahrhundert, 1914 aus dem Hofgarten Veitshöchheim transferiert und nach Plänen von Andreas Pfannes zu Restaurationssaal umgebaut, Ausfachung um 1930                                                       | D-6-63-000-790  | BW         |
| Steinbachtal 43 (Standort)                                                    | Park                                         | umliegender Park mit Wegenetz, altem Baumbestand, Terrassierungen und Treppenanlagen, ab 1909–14 unter Einbezug einer Treppenachse des ausgehenden 19. Jahrhunderts und einzelner früherer Pflanzungen angelegt                                                                                     | D-6-63-000-790  | BW         |
| Steinbachtal 52 (Standort)                                                    | Portal                                       | Rundbogiges Sitznischenportal, Renaissance-Portal mit Fratzenschlussstein, Spätrenaissance, um 1600 | D-6-63-000-561  | BW         |
| Steinbachtal 60 (Standort)                                                    | Gasthaus Volksgarten, Wirtshauspavillon      | Auf eingeschossiger massiver Substruktion liegender dreiflügeliger Laubengang mit halbrundem Mittelteil sowie oktogonalen Pavillons mit Haubendächern an den seitlichen Enden, offene verzierte Holzarchitektur für Ausschank, Tanz- und Musikveranstaltungen, orientalisierend, um 1900            | D-6-63-000-563  | BW         |
| Steinbachtal 76 (Standort)                                                    | Gartenvilla                                  | Eingeschossiger Krüppelwalmdachbau mit Drempel, Turm, Zwerchgiebel mit Schopfwalm und Freigespärre, Backsteinmauerwerk mit Sandsteingliederungen über Kalksteinsockel, hölzerne Laube und Balkon, farbig gemusterte Dachhaut, historisierend, Lehritter, 1897/98; zugehöriger eingefriedeter Garten | D-6-63-000-562  | BW         |

Park im Steinbachtal (Lage), 1895–1901 angelegter Landschaftspark, Aktennummer D-6-63-000-560.
Zugehörig:
- Aussichtspavillon (Lage), sogenannte Richterterrasse, kleiner eingeschossiger Massivbau mit Säulenstellungvorbau und Haubendach, Neobarock, um 1925
- Schillerdenkmal (Lage), schmaler Kalksteinblock mit Bronzeplakette, Arthur Schleglmünig, 1905
- Gedenkstein (Lage) für den Landschaftsgärtner Oschmann, Kalksinterblock mit Bronzetafel, bezeichnet „1910“
- Laube (Lage), offene Holzkonstruktion mit Satteldach im Schweizerhaus-Stil, um 1910
- Brunnen (Lage), künstliche Quelle im Grottenstil, Kalkstein, um 1905
- Bogenbrücke (Lage) mit massiver Brüstung in Zyklopenmauerwerkverband, bezeichnet „1910“
- Gefallenendenkmal (Lage) für Wehrkampfgruppen des 1. Weltkrieges, viereckige Brunnenschale mit Pfeiler und Figur eines jugendlichen Wehrkämpfers, Kalkstein, bezeichnet „1929“

| Lage                                                             | Objekt                                                       | Beschreibung | Akten-Nr.      | Bild |
| ---------------------------------------------------------------- | ------------------------------------------------------------ | --- | -------------- | ---- |
| V.-A.-Fischer-Weg (Standort)                                     | Soldatengrab für einen Gefallenen des Deutschen Krieges 1866 | Unregelmäßige Findlingspyramide mit Kreuzbekrönung und Inschriftplatte, nach 1866                                                        | D-6-63-000-595 | BW   |
| Waldkugelweg 55; Waldfriedhof, Abt. 6, Feld 6 (Standort)         | Reliefbildstock Pietà                                        | In Rundbogenarkade mit Kreuzbekrönung, Sandstein, barock, bezeichnet 1796                                                                | D-6-63-000-608 | BW   |
| Waldkugelweg 5 (Standort)                                        | Gaststätte Postkutscherl                                     | Zweigeschossiger Mansardwalmdachbau mit Blendgiebelrisalit, Putzmauerwerk mit barockisierender Sandsteingliederung, Historismus, um 1895 | D-6-63-000-609 | BW   |
| Waldkugelweg 17 (Standort)                                       | Sommerhaus                                                   | Eingeschossiger Mansardwalmdachbau mit einseitigem Halbwalm, Putzmauerwerk, Jugendstil, um 1910                                          | D-6-63-000-610 | BW   |
| Waldkugelweg, vor der Hofmauer der Steinbachtalschule (Standort) | Kreuz                                                        | Geschweifter Inschriftsockel mit Kruzifix, Sandstein, bezeichnet „1751“                                                                  | D-6-63-000-612 | BW   |

## Ehemalige Baudenkmäler im Würzburger Stadtbezirk Steinbachtal

### Würzburg
| Lage         | Objekt                          | Beschreibung | Akten-Nr.      | Bild |
| ------------ | ------------------------------- | ------------ | -------------- | ---- |
| Spitalweg () | Bildstock mit Mariendarstellung | Um 1700      | D-6-63-000-558 |      |

### Steinbachtal
| Lage                                                    | Objekt  | Beschreibung | Akten-Nr.      | Bild |
| ------------------------------------------------------- | ------- | ------------ | -------------- | ---- |
| Mergentheimer Straße, an der Abzweigung Waldkugelweg () | Brunnen | Um 1915      | D-6-63-000-352 |      |